# Siodło Bończy
Siodło Bończy (ok. 1718 m) – płytka przełęcz w masywie Babiej Góry (Pasmo Babiogórskie) w Beskidzie Żywieco-Orawskim. Znajduje się w północno-wschodniej grani Diablaka, pomiędzy jego szczytem (1723 m) a Małym Garbem Wyżnim (1675 m). Nazwę przełęczy nadano dla uczczenia pamięci ks. Joviusa Fryderyka Bystrzyckiego, herbu Bończa, który był astronomem i matematykiem na dworze króla Stanisława Augusta Poniatowskiego. Jeszcze do niedawna uważano, że był on pierwszym znanym z nazwiska zdobywcą Babiej Góry i że przez lunetę oglądał z niej Kraków oraz opactwo na Świętym Krzyżu. Swoje rzekome wejście na szczyt 8 lipca 1782 r. opisał w Gazecie Warszawskiej z 26 października 1813 r. Współcześni badacze podważają jednak wiarygodność jego opisu.
Siodło Bończy to w istocie tylko bardzo płytka przełęcz, cała zawalona stosami kamieni. Jest to tzw. rumowisko Babiej Góry. Przez Siodło Bończy prowadzi czerwony szlak turystyczny na Diablak (jest to fragment Głównego Szlaku Beskidzkiego). Na szlaku tym pomiędzy Gówniakiem a Siodłem Bończy znajdują się jeszcze dwa wypłaszczenia: Mały Garb Niżni (1660 m) oraz Mały Garb Wyżni (1675 m), również pokryte rumowiskiem skalnym. Wiosną na całym obszarze masowo zakwita sasanka alpejska.
Siodło Bończy znajduje się w Babiogórskim Parku Narodowym. Biegnie przez nie granica między wsiami Zawoja w powiecie suskim i Lipnica Wielka w powiecie nowotarskim.

## Szlaki turystyczne
Krowiarki – Sokolica – Kępa – Gówniak – Diablak